# Louis II. Phélypeaux de Pontchartrain

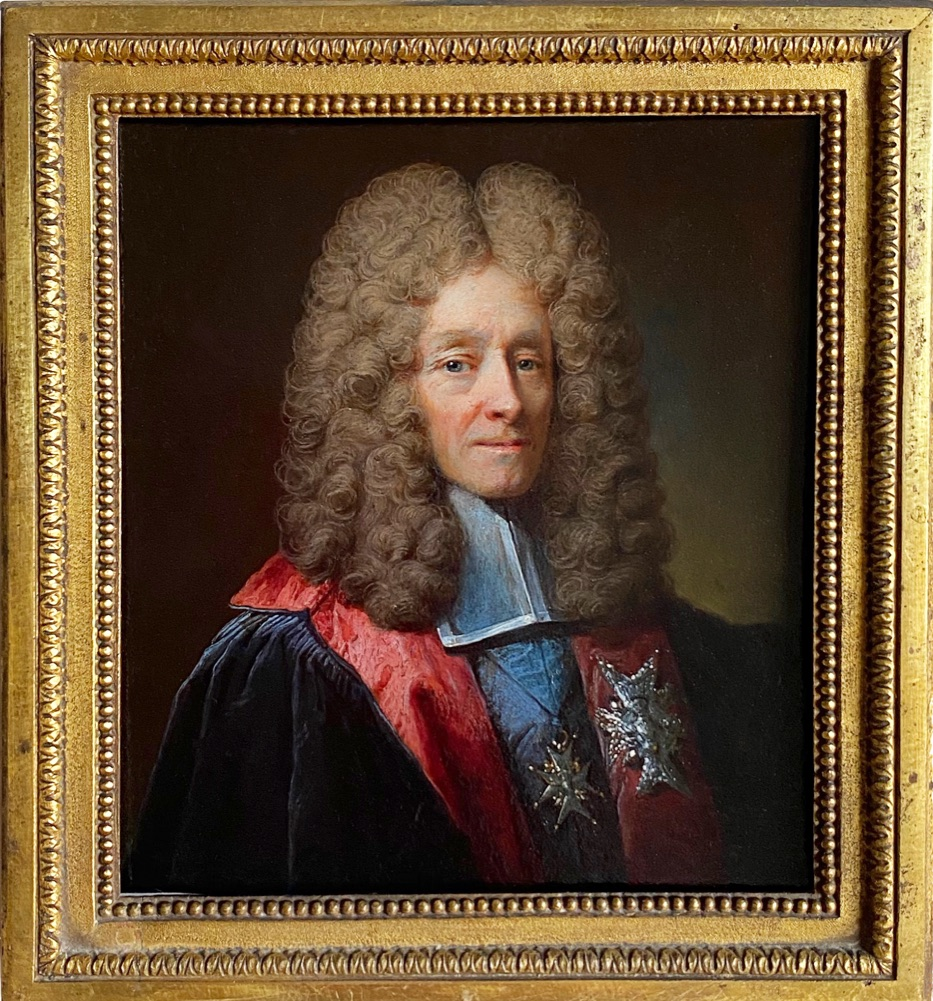
Robert Le Vrac Tournières, Porträt von Louis II. Phélypeaux de Pontchartrain

Louis (II.) Phélypeaux (* 29. März 1643 in Paris; † 22. Dezember 1727 auf Schloss Pontchartrain), Seigneur, dann Comte de Pontchartrain (1679/80), Comte de Maurepas (August 1691) auch bekannt als „Chancelier de Pontchartrain“, war ein französischer Staatsmann.

## Leben
Louis II. Phélypeaux war der Sohn von Louis I. Phélypeaux de Pontchartrain und wurde am 11. September 1660 als Conseiller des Parlement de Paris in der Ersten Petitionskammer (Premiére Chambre des Requêtes) aufgenommen.
Am 16. Juni 1677 kaufte er von François d'Argouges (1622-1695) für 100.000 Livres das Amt des Ersten Präsidenten des Parlement de Bretagne, in das er am 27. August 1677 aufgenommen wurde. Er brachte Ruhe in die Provinz, die durch den Stempelpapieraufstand aufrührerisch geworden war, und erreichte die Rückkehr des Parlements nach Rennes.
Pontchartrain wurde vom Contrôleur général des finances Claude Le Peletier nach Paris zurückgerufen, der ihn am 25. April 1687 mit einem dritten überzähligen Amt (Charge surnuméraire) als Intendant des finances betraute. Anschließend schlug er eine ministerielle Laufbahn ein: vom 6. November 1690 bis zum 2. Juli 1714 war er Ministre d’État.
Vom 29. September 1689 bis zum 5. September 1699 war er selbst Contrôleur général de finances; vom 6. November 1690 bis zum 5. September 1699 Secrétaire d’État de la Marine und Secrétaire d’État à la Maison du Roi.
Seine Arbeit, die lange Zeit in Verruf war, wird von der neueren Geschichtsschreibung besser bewertet, da er in einer schwierigen Zeit ein immenses Ressort, das die Marine, den Handel, die Kolonien, den Klerus, Paris, das Königshaus und die Staatsfinanzen in sich vereinte, kompetent leitete. Er ließ die französische Volkszählung von 1693 durchführen, die erste nach Vaubans Zählung von 1678. Er bekämpfte den Einfluss des von Fénelon und Madame Guyon propagierten Quietismus am Hof.
Ihm werden jedoch Fehler beim Einsatz der französischen Flotte, die von Colbert und seinem Sohn, dem Marquis de Seignelay, auf ein sehr hohes Niveau gebracht worden war, angelastet, insbesondere eine Mitschuld an der Katastrophe von La Hougue.
Durch fiskalische Notmaßnahmen wie die 1695 eingeführte Kopfsteuer (Capitation) oder die Ausländersteuer von 1697 (Taxe sur les étrangers) gelang es ihm als Contrôleur général de finances, den Krieg der Augsburger Liga zu finanzieren, der der längste Krieg seiner Regierungszeit war.
Vom 13. November 1690 bis zum 27. Dezember 1693 bekleidete er zusätzlich die Ämter des „immerwährenden Chefs“, Präsidenten und Direktors der Französischen Ostindienkompanie.
Anschließend war er vom 5. September 1699 bis zum 1. Juli 1714 Kanzler von Frankreich. Laut François Bluche „verlieh er der Kanzlei wieder eine Bedeutung und einen Glanz, die seit der Zeit von Pierre Séguier in Vergessenheit geraten waren“.
Mit Schreiben vom 9. Mai 1700 wird er zum Schriftführer des Heilig-Geist-Ordens ernannt. Kurz darauf reicht er seinen Rücktritt ein und wurde als Ritter des Ordens nominiert.
Er trat von seinem Amt zurück, um nicht die Siegel auf die Anordnung des Rates vom 5. Juli 1714 setzen zu müssen, mit der ein Text des Bischofs von Metz, Henri-Charles du Cambout de Coislin zur Päpstlichen Bulle Unigenitus Dei filius (1713) verurteilt wurde.
Da er sich bereits seit längerem angesichts der autoritären Tendenzen Ludwigs XIV. unwohl fühlte, zog er sich in die Kongregation vom Oratorium des heiligen Philipp Neri zurück. Er starb am 22. Dezember 1727 auf Schloss Pontchartrain und wurde in Paris in der Kirche Saint-Germain l’Auxerrois beigesetzt.
Er hatte durch einen Vertrag vom 18. Februar 1668 Marie de Maupeou geheiratet, die am 12. April 1714 starb, eine Tochter von Pierre III. de Maupeou, Seigneur de Monceau, Präsident der 5. Berufungskammer (Chambre aux Enquêtes). Sie hatten zwei Söhne, Louis (* 1668; † 1684) und Jérome Phélypeaux, Comte de Maurepas et de Pontchartrain (* März 1674; † 8. Februar 1747).

## Ehrungen
Der Lake Pontchartrain in Louisiana ist nach ihm benannt, und die Stadt Detroit wurde zu seinen Ehren in der Zeit des französischen Louisiana mit dem Namen Fort Pontchartrain du Détroit gegründet. Der Lake Maurepas und das Fort Maurepas, die beide in Louisiana liegen, wurden ebenfalls nach ihm benannt.
Phélipeaux und Pontchartrain, zwei Phantominseln im Oberen See, die 1744 erstmals auf einer Landkarte des Pariser Kartografen Jacques-Nicolas Bellin erschienen, sind nach Pontchartrain benannt.